# Новогородокский сельсовет
Новогородокский сельсовет - сельское поселение в Енисейском районе Красноярского края.
Административный центр - посёлок Новый Городок.

## Население
| 2010 | 2012 | 2013 | 2014 | 2015 | 2016 | 2017 |
| ---- | ---- | ---- | ---- | ---- | ---- | ---- |
| 333  | ↘324 | ↘316 | ↘299 | ↘285 | ↘273 | ↘264 |

## Состав сельского поселения
В состав сельского поселения входят 2 населённых пункта:
| № | Населённый пункт | Тип населённого пункта          | Население |
| - | ---------------- | ------------------------------- | --------- |
| 1 | Касово           | посёлок                         | 1         |
| 2 | Новый Городок    | посёлок, административный центр | ↘273      |

## Местное самоуправление
Новогородокский сельский Совет депутатов
Дата избрания: 14.03.2010. Срок полномочий: 4 года. Количество депутатов:  7
Глава муниципального образования
- Давидюк Евгений Вячеславович. Дата избрания: 14.03.2010. Срок полномочий: 4 года